# Andónios Kaldel·lis
Andónios Kaldel·lis (grec: Αντώνιος Καλδέλλης; nascut el 29 de novembre del 1971 a Atenes), conegut igualment per l'adaptació del seu nom a l'anglès, Anthony Kaldellis, és un historiador grec especialitzat en la historiografia grega, Plató i els estudis romans d'Orient.
El 1994 es graduà en Història per la Universitat de Michigan i el 2001 obtingué el seu doctorat per la mateixa universitat. Des d'aleshores, ha ocupat els càrrecs de professor ajudant (2001-2006), professor associat (2006-2007), professor (2007-) i catedràtic (2015-) del Departament d'Estudis Clàssics de la Universitat Estatal d'Ohio. És l'autor d'un gran nombre de monografies sobre l'antiguitat clàssica i l'Imperi Romà d'Orient, que han estat traduïdes a diverses llengües.